# Jan Cober
Jan Cober (* 1951 in Thorn, Niederlande) ist ein niederländischer Dirigent und Musiker.

## Leben
Jan Cobers musikalisches Wirken begann 1966 mit einem Klarinetten- und Kapellmeisterstudium am Conservatorium Maastricht, das er nach neun Jahren mit dem "Prix d´Excellence" krönte. Eine Stelle als Erster Klarinettist des niederländischen Rundfunkorchester folgte 1975 die Stelle des Soloklarinettisten beim Residenzorchester Den Haag. 
Während dieser Zeit vertiefte er weiterhin seine bis dahin schon ausgezeichneten Dirigierfähigkeiten bei renommierten Dirigenten wie Neéme Jàvi, Willem van Otterloo und Ferdinand Leitner. Schon bald folgten Einladungen als Gastdirigent zu Orchestern weltweit. Internationale Festivals führten ihn als Dirigent nach Berlin, Boston, Sydney und Valencia. Jan Cober dirigierte fast alle Symphonieorchester in den Niederlanden, fasste dann aber den Entschluss sich auf die Bläsermusik zu spezialisieren. 
Seit 1976 ist Jan Cober Professor für Klarinette und Dirigieren an den Konservatorien in Tilburg und Maastricht und am Europäischen Institut für Musik in Trient/Italien. Er gibt außerdem regelmäßig Meisterkurse für Dirigieren auf internationaler Ebene. Von 1983 bis 2004 stand er der weltbekannten Koninklijke Harmonie Thorn als Chefdirigent vor, mit der er 1997 bei dem Wereld Muziek Concours in Kerkrade mit dem Erringen des Weltmeisterschaftstitels in der Konzertdivision für Harmonieorchester einen Glanzpunkt setzen konnte. 
Des Weiteren leitet er die Orchester "Koninklijke Harmonie Sainte Cécile" Eijsden (mit der er 2009 in Kerkrade ebenfalls Weltmeister in der Konzertdivision wurde), das Europäische Jugendblasorchester und das Symphonische Blasorchester des Schweizer Armeespiels.
Von 2002 bis 2008 war Cober Chefdirigent des Rundfunk-Blasorchester Leipzig und künstlerischer Leiter der Bläserakademie Sachsen.